# Morphisme d'anneaux
Un morphisme d'anneaux est une application entre deux anneaux (unitaires) A et B, compatible avec les lois de ces anneaux et qui envoie le neutre multiplicatif de A sur le neutre multiplicatif de B.

## Définition
Un morphisme d'anneaux est une application f entre deux anneaux (unitaires) A et B qui vérifie les trois propriétés suivantes :
Pour tous a, b dans A :
f(a + b) = f(a) + f(b) ;
f(a ⋅ b) = f(a) ⋅ f(b) ;
f(1A) = 1B.

## Exemples
- L'inclusion canonique de l'anneau Z des entiers relatifs dans l'anneau R des nombres réels est un morphisme injectif ;
- Pour n entier strictement positif, la projection de Z sur l'anneau Z/nZ est un morphisme surjectif ;
- La conjugaison complexe est un morphisme bijectif du corps commutatif C des nombres complexes sur lui-même, appelé automorphisme de C ;
- Étant donné un anneau de fonctions, par exemple l'anneau des fonctions continues de R vers R et un point c de l'ensemble de départ, l'application qui à une fonction f associe la valeur f(c) est un morphisme, dit morphisme d'évaluation ;
- De la même façon, A étant un anneau commutatif et c un élément de A, l'application qui associe à un polynôme P de l'anneau A[X] sa valeur P(c) est un morphisme de A[X] vers A ;
- Si P est une matrice inversible dans l'anneau des matrices carrées à coefficients dans un anneau R, l'application qui associe à une matrice carrée M la matrice PMP–1 est un automorphisme de l'anneau des matrices.
- Si R est un anneau et E un module (à gauche) sur R, on considère pour chaque a de R l'application fa de E vers E définie par fa(x) = ax, qui est un endomorphisme du groupe abélien E. L'application qui à a associe fa est alors un morphisme d'anneaux de l'anneau R vers l'anneau des endomorphismes de groupe de E.

En revanche, les exemples suivants ne sont pas des morphismes :
- L'application nulle (sauf si l'anneau d'arrivée est l'anneau trivial) : bien qu'elle préserve les deux opérations, et soit à ce titre un morphisme de pseudo-anneaux, elle ne vérifie pas la condition relative aux neutres multiplicatifs.
- Dans le même esprit, l'application de Z vers l'anneau des matrices 2×2 à coefficients entiers qui associe à un entier n la matrice {\displaystyle \left({\begin{smallmatrix}n&0\\0&0\end{smallmatrix}}\right)} préserve les deux opérations mais ce n'est pas un morphisme faute d'envoyer l'entier 1 sur la matrice identité, qui est l'unité de l'anneau des matrices.

## Propriétés liées à une seule opération
Un morphisme d'anneaux f : A → B est en particulier un morphisme de groupes entre les groupes additifs sous-jacents. On récupère donc quelques propriétés connues pour ceux-ci en général :
- f(0A) = 0B
- pour tout a de A, f(–a) = –f(a)
- on peut introduire le noyau du morphisme, défini comme l'image réciproque de {0B} et noté Ker(f). Un morphisme f est injectif si et seulement si son noyau est réduit à {0A}.

De même, f étant un morphisme de monoïdes multiplicatifs, on en déduit que si a est inversible dans A, f(a) l'est aussi et :
- f(a−1) = [f(a)]−1.

## Composition de morphismes
- L'application identité de n'importe quel anneau A est un morphisme.
- La composée de deux morphismes est un morphisme.

Ainsi, munis de leurs morphismes, les anneaux constituent une catégorie.
- De plus, si un morphisme d'anneaux est bijectif, sa réciproque est également un morphisme.

On appelle isomorphisme d'anneaux un morphisme bijectif (automorphisme lorsque les anneaux de départ et d'arrivée sont les mêmes). Deux anneaux entre lesquels il existe un isomorphisme sont dits isomorphes.

## Plongements et extensions
Lorsqu'on dispose d'un morphisme injectif entre deux anneaux, soit i de A vers S, il est courant d'oublier la distinction entre l'ensemble A et son image A1=i(A). On identifie les structures isomorphes A et A1 au point d'oublier volontairement la distinction entre ces deux ensembles, et d'utiliser des notations qui ne les distinguent pas.
Par exemple, si on construit les nombres complexes comme des couples de réels, le nombre complexe 3 est par définition le couple de réels (3,0) et n'est pas égal au réel 3. Utiliser des notations les distinguant serait fort peu praticable, et on les « identifie ». Ainsi on déclare que R est un « sous-ensemble » de C alors qu'en toute rigueur il n'est qu'un ensemble muni d'un morphisme injectif vers C.
Dans ce type de contextes, on dit souvent que A est plongé dans S, ou que S est une extension de A.

## Morphismes, sous-anneaux, idéaux
Les morphismes d'anneaux se comportent avec les sous-anneaux comme les morphismes de groupes avec les sous-groupes :
- L'image réciproque d'un sous-anneau de B par un morphisme est un sous-anneau de A.
- L'image directe d'un sous-anneau de A par un morphisme est un sous-anneau de B.

Avec les idéaux, comme avec les sous-groupes distingués, on ne peut conclure que dans un sens :
- L'image réciproque d'un idéal à gauche (resp. à droite, resp. bilatère) de B par un morphisme est un idéal à gauche (resp. à droite, resp. bilatère) de A. C'est en particulier le cas du noyau, image réciproque de l'idéal bilatère nul.
- En ce qui concerne l'image directe d'un idéal de A, on peut seulement conclure que c'est un idéal (de même nature) du sous-anneau f(A)[4].

## Morphismes de corps commutatifs
Un morphisme de corps commutatifs est par définition un morphisme d'anneaux entre deux corps commutatifs.
Tout morphisme de corps est injectif, son noyau étant un idéal, et un corps n'ayant d'autres idéaux que l'idéal nul et lui-même. C'est donc un isomorphisme si et seulement s'il est surjectif.
Tout cela se généralise aux corps gauches.

## Morphismes du point de vue des catégories
Dans la catégorie des anneaux (unitaires), les monomorphismes sont exactement les morphismes injectifs. En revanche, si tout morphisme surjectif est un épimorphisme (comme dans toute sous-catégorie de la catégorie des ensembles), la réciproque n'est pas vraie : l'injection de Z dans Q est un épimorphisme non surjectif.